# Pachystigmus occipitalis
Pachystigmus occipitalis är en stekelart som först beskrevs av Sergey A. Belokobylskij 1986.  Pachystigmus occipitalis ingår i släktet Pachystigmus och familjen bracksteklar. Inga underarter finns listade i Catalogue of Life.